# Bairiki Village
Bairiki Village är en ort i Kiribati.   Den ligger i örådet Tarawa och ögruppen Gilbertöarna, i den södra delen av landet, i huvudstaden Tarawa. Bairiki Village ligger 11 meter över havet och antalet invånare är 2 766. Den ligger på ön Bairiki.
Terrängen runt Bairiki Village är mycket platt.  Närmaste större samhälle är Tarawa, 0,25 km sydost om Bairiki Village. 